# Spineda (Riese Pio X)
Spineda is een plaats (frazione) in de Italiaanse gemeente Riese Pio X.